# Dani Sotres
Daniel Eduardo Sotres Castañeda (Santiago de Cudeyo, Cantabria, España, 21 de mayo de 1993), más conocido como Dani Sotres, es un futbolista español. Juega como guardameta.

## Trayectoria
Fue convocado por primera vez con el primer equipo del Racing de Santander el 6 de noviembre de 2011, en el partido que enfrentó al club cántabro con el Granada en el Estadio Nuevo Los Cármenes. Debutó en Primera División con 18 años, el 9 de abril de 2012 ante el Málaga en La Rosaleda, partido en el que entró tras el descanso sustituyendo al lesionado Mario Fernández. El siguiente partido, un Racing-Mallorca disputado el 12 de abril del mismo año, significó su estreno en la máxima categoría como portero titular y jugador local. El 29 de enero de 2014 cerró su fichaje por el Recreativo de Huelva.
En agosto de 2016 fichó por el Atlético Levante, filial del equipo de Primera División Levante Unión Deportiva.
Para la temporada 2017-18 fichó por el Celta B.
En julio de 2020 firmó con el Cádiz C. F., que en septiembre lo cedió al C. F. Rayo Majadahonda. No disputaría ningún minuto con el conjunto gaditano, ya que una vez finalizada la cesión se marchó traspasado a la Cultural y Deportiva Leonesa. El 12 de julio de 2022 rescindió su contrato de mutuo acuerdo con el club leonés.
Empezó la temporada 2022-23 como agente libre hasta que el 26 de enero fue fichado por la Real Sociedad Gimnástica de Torrelavega.

## Selección nacional
Ha sido tres veces internacional con la selección española sub-19. Debutó con la selección sub-21 en un encuentro frente a Bélgica celebrado el 5 de febrero de 2013 en Malinas, con resultado final de 1-1, en el que sustituyó a Kepa Arrizabalaga en el descanso.

## Estadísticas
Actualizado al último partido disputado el 14 de mayo de 2022.
| Club                                             | Div.          | Temporada     | Liga  | Liga  | Copas nacionales | Copas nacionales | Copas internacionales | Copas internacionales | Total | Total |
| Club                                             | Div.          | Temporada     | Part. | Goles | Part.            | Goles            | Part.                 | Goles                 | Part. | Goles |
| ------------------------------------------------ | ------------- | ------------- | ----- | ----- | ---------------- | ---------------- | --------------------- | --------------------- | ----- | ----- |
| Racing de Santander · España                     | 1.ª           | 2011-12       | 2     | 0     | 0                | 0                | —                     | —                     | 2     | 0     |
| Racing de Santander · España                     | 2.ª           | 2012-13       | 14    | 0     | 1                | 0                | —                     | —                     | 15    | 0     |
| Racing de Santander · España                     | 2.ª B         | 2013-14       | 10    | 0     | 3                | 0                | —                     | —                     | 13    | 0     |
| R. C. Recreativo de Huelva · España              | 2.ª           | 2013-14       | 0     | 0     | —                | —                | —                     | —                     | 0     | 0     |
| R. C. Recreativo de Huelva · España              | 2.ª           | 2014-15       | 27    | 0     | 1                | 0                | —                     | —                     | 28    | 0     |
| R. C. Recreativo de Huelva · España              | Total club    | Total club    | 27    | 0     | 1                | 0                | 0                     | 0                     | 28    | 0     |
| Racing de Santander · España                     | 2.ª B         | 2015-16       | 12    | 0     | 1                | 0                | —                     | —                     | 13    | 0     |
| Racing de Santander · España                     | Total club    | Total club    | 38    | 0     | 5                | 0                | 0                     | 0                     | 43    | 0     |
| Atlético Levante U. D. · España                  | 2.ª B         | 2016-17       | 29    | 0     | —                | —                | —                     | —                     | 29    | 0     |
| Atlético Levante U. D. · España                  | Total club    | Total club    | 29    | 0     | 0                | 0                | 0                     | 0                     | 29    | 0     |
| R. C. Celta de Vigo "B" · España                 | 3.ª           | 2017-18       | 34    | 0     | —                | —                | —                     | —                     | 34    | 0     |
| R. C. Celta de Vigo "B" · España                 | Total club    | Total club    | 34    | 0     | 0                | 0                | 0                     | 0                     | 34    | 0     |
| Salamanca C. F. UDS · España                     | 2.ª B         | 2018-19       | 29    | 0     | 0                | 0                | —                     | —                     | 29    | 0     |
| Salamanca C. F. UDS · España                     | 2.ª B         | 2019-20       | 27    | 0     | 1                | 0                | —                     | —                     | 28    | 0     |
| Salamanca C. F. UDS · España                     | Total club    | Total club    | 56    | 0     | 1                | 0                | 0                     | 0                     | 57    | 0     |
| C. F. Rayo Majadahonda · España                  | 2.ª B         | 2020-21       | 24    | 0     | 0                | 0                | —                     | —                     | 24    | 0     |
| C. F. Rayo Majadahonda · España                  | Total club    | Total club    | 24    | 0     | 0                | 0                | 0                     | 0                     | 24    | 0     |
| Cultural y Deportiva Leonesa · España            | 1.ª F         | 2021-22       | 32    | 0     | 0                | 0                | —                     | —                     | 32    | 0     |
| Cultural y Deportiva Leonesa · España            | Total club    | Total club    | 32    | 0     | 0                | 0                | 0                     | 0                     | 32    | 0     |
| Real Sociedad Gimnástica de Torrelavega · España | 2.ª F         | 2022-23       | 12    | 0     | —                | —                | —                     | —                     | 12    | 0     |
| Real Sociedad Gimnástica de Torrelavega · España | 2.ª F         | 2023-24       | 27    | 0     | 0                | 0                | —                     | —                     | 27    | 0     |
| Real Sociedad Gimnástica de Torrelavega · España | Total club    | Total club    | 39    | 0     | 0                | 0                | 0                     | 0                     | 39    | 0     |
| Total carrera                                    | Total carrera | Total carrera | 279   | 0     | 7                | 0                | 0                     | 0                     | 286   | 0     |
| 1.                                               |               |               |       |       |                  |                  |                       |                       |       |       |